# Aratinga weddellii
La lorita pico negro (Aratinga weddellii), también conocida como aratinga cabecifusca, perico canoso o periquito de cabeza gris, es una especie de ave sudamericana del género Aratinga, de la familia de los loros (Psittacidae), que puebla los cafetales y las selvas de la Amazonía occidental.